# Úžice (Kutná Hora-i járás)
Úžice település Csehországban, a Kutná Hora-i járásban. Úžice Vlkančice, Sázava, Skvrňov, Horní Kruty, Barchovice, Staňkovice, Samopše és Rataje nad Sázavou településekkel határos. Lakosainak száma 719 fő (2024. január 1.).

## Népesség
A település lakosságának változását az alábbi diagram mutatja:
| Lakosok száma | 1619 | 1770 | 1470 | 972  | 675  | 590  | 645  | 652  | 689  | 719  |
|               | 1869 | 1890 | 1921 | 1950 | 1980 | 2001 | 2017 | 2019 | 2022 | 2024 |